# Gran Hermano
Gran Hermano è un reality televisivo trasmesso in Spagna su Telecinco prodotto da Zeppelin TV (parte della Endemol Shine Iberia). Il titolo s'ispira all'omonimo personaggio del romanzo 1984 di George Orwell, leader dello stato totalitario di Oceania che attraverso le telecamere sorveglia costantemente e reprime il libero arbitrio dei suoi cittadini. Lo slogan del libro Il Grande Fratello vi guarda si riferisce al meccanismo del programma televisivo, nel quale gli autori della trasmissione (il Grande Fratello appunto) hanno il controllo della situazione in casa.
Basato sulla versione olandese creata da John de Mol, lo spettacolo vede diversi coinquilini divisi per sesso, estrazione sociale e posizione geografica rinchiusi in una casa; È stato il primo reality ad essere trasmesso nel paese, che ha ottenuto ascolti record toccando il 36,5% di share e oltre 10 milioni di spettatori diventando un successo immediato. Attualmente, sono state trasmesse 30 stagioni dello spettacolo.

## Il programma
I partecipanti vivono chiusi all'interno di una grande casa 24 ore su 24, spiati da numerose telecamere che li riprendono in qualunque punto della casa si trovino. Sono completamente banditi e vietati: telefoni cellulari di qualunque tipo, orologi, computer, telefoni fissi, CD, lettori MP3, libri e televisori (ad esclusione di una serie di schermi a circuito chiuso installati e gestiti dagli autori) con l'obiettivo da parte del Grande Fratello di non creare distrazioni dalla vita nella Casa.
I concorrenti possono confidarsi al Grande Fratello, colui che coordina e decide l'andamento del gioco, in una stanza insonorizzata detta confessionale, il cui arredamento è sempre rimasto invariato nel corso delle edizioni (poltrona al centro e pareti rosse), mentre la fisionomia del resto della Casa è stata modificata nel corso di ogni edizione.

## Edizioni
| Edizione | Conduzione           | Opinionisti          | Periodo           | Periodo          | Giorni | Concorrenti | Montepremi            | Vincitore          |
| Edizione | Conduzione           | Opinionisti          | Inizio            | Fine             | Giorni | Concorrenti | Montepremi            | Vincitore          |
| -------- | -------------------- | -------------------- | ----------------- | ---------------- | ------ | ----------- | --------------------- | ------------------ |
| 1ª       | Mercedes Milá        |                      | 23 aprile 2000    | 21 luglio 2000   | 90     | 14          | 20.000.000 di pesetas | Ismael Beiro       |
| 2ª       | Mercedes Milá        |                      | 18 marzo 2001     | 27 giugno 2001   | 102    | 13          | 50.000.000 di pesetas | Sabrina Mahì       |
| 3ª       | Pepe Navarro         |                      | 4 aprile 2002     | 14 luglio 2002   | 102    | 13          | € 300.000             | Javito Garcia      |
| 4ª       | Mercedes Milá        |                      | 6 ottobre 2002    | 16 gennaio 2003  | 103    | 13          | € 300.000             | Pedro Oliva        |
| 5ª       | Mercedes Milá        |                      | 21 settembre 2003 | 11 gennaio 2004  | 113    | 13          | € 300.000             | Nuria Yanez        |
| 6ª       | Mercedes Milá        |                      | 5 settembre 2004  | 23 dicembre 2004 | 110    | 16          | € 300.000             | Juanjo Mateo       |
| 7ª       | Mercedes Milá        |                      | 20 ottobre 2005   | 5 febbraio 2006  | 109    | 14          | € 300.000             | Pepe Herrero       |
| 8ª       | Mercedes Milá        |                      | 7 settembre 2006  | 21 dicembre 2006 | 106    | 14          | € 300.000             | Naiala Melo        |
| 9ª       | Mercedes Milá        |                      | 9 settembre 2007  | 27 dicembre 2007 | 110    | 18          | € 300.000             | Giuditta Iglesias  |
| 10ª      | Mercedes Milá        | Jorge Javier Vázquez | 21 settembre 2008 | 22 gennaio 2009  | 124    | 18          | € 300.000             | Ivan Madrazo       |
| 11ª      | Mercedes Milá        |                      | 6 settembre 2009  | 27 gennaio 2010  | 144    | 20          | € 350.000             | Ángel Munoz        |
| 12ª      | Mercedes Milá        |                      | 17 ottobre 2010   | 10 marzo 2011    | 145    | 22          | € 300.000             | Laura Campos       |
| 13ª      | Mercedes Milá        |                      | 19 gennaio 2012   | 28 maggio 2012   | 131    | 21          | € 300.000             | Pepe Flores        |
| 14ª      | Mercedes Milá        |                      | 11 febbraio 2013  | 18 giugno 2013   | 128    | 25          | € 300.000             | Susana Molina      |
| 15ª      | Mercedes Milá        |                      | 18 settembre 2014 | 18 dicembre 2014 | 92     | 18          | € 300.000             | Paola González     |
| 16ª      | Mercedes Milá        |                      | 13 settembre 2015 | 23 dicembre 2015 | 102    | 17          | € 300.000             | Sofia Suescun      |
| 17ª      | Jorge Javier Vázquez |                      | 8 settembre 2016  | 22 dicembre 2016 | 106    | 19          | € 300.000             | Beatriz Retamal    |
| 18ª      | Jorge Javier Vázquez |                      | 19 settembre 2017 | 14 dicembre 2017 | 89     | 21          | € 300.000             | Hugo Sierra        |
| 19ª      | Jorge Javier Vázquez |                      | 5 settembre 2024  | 19 dicembre 2024 | 106    | 19          |                       | Juan Luis Quintana |

Note
- La tredicesima edizione è chiamata col nome Gran Hermano 12+1
- La diciottesima edizione è chiamata col nome Rivoluzione del Gran Hermano

## Audience
| Edizione | Rete televisiva | Anno      | Stagione           | Programmazione | Programmazione | Programmazione | Programmazione | Programmazione | Programmazione | Programmazione | Telespettatori | Share | Premiere       | Premiere | Finale         | Finale |
| Edizione | Rete televisiva | Anno      | Stagione           | L              | M              | M              | G              | V              | S              | D              | Telespettatori | Share | Telespettatori | Share    | Telespettatori | Share  |
| -------- | --------------- | --------- | ------------------ | -------------- | -------------- | -------------- | -------------- | -------------- | -------------- | -------------- | -------------- | ----- | -------------- | -------- | -------------- | ------ |
| 1ª       | Telecinco       | 2000      | Primavera-Estate   |                |                |                |                |                |                |                | 7.810.000      | -     |                |          |                |        |
| 2ª       | Telecinco       | 2001      | Primavera-Estate   |                |                |                | 6.700.000      |                |                |                |                |       |                |          |                |        |
| 3ª       | Telecinco       | 2002      | Primavera-Estate   |                |                | 5.160.000      |                |                |                |                |                |       |                |          |                |        |
| 4ª       | Telecinco       | 2002-2003 | Autunno-Inverno    | 4.670.000      |                |                |                |                |                |                |                |       |                |          |                |        |
| 5ª       | Telecinco       | 2003-2004 | Autunno-Inverno    |                | 4.270.000      |                |                |                |                |                |                |       |                |          |                |        |
| 6ª       | Telecinco       | 2004      | Autunno-Inverno    |                | 4.610.000      |                |                |                |                |                |                |       |                |          |                |        |
| 7ª       | Telecinco       | 2005-2006 | Autunno-Inverno    | 4.160.000      |                |                |                |                |                |                |                |       |                |          |                |        |
| 8ª       | Telecinco       | 2006      | Autunno-Inverno    |                | 3.400.000      |                |                |                |                |                |                |       |                |          |                |        |
| 9ª       | Telecinco       | 2007      | Autunno-Inverno    |                | 3.510.000      |                |                |                |                |                |                |       |                |          |                |        |
| 10ª      | Telecinco       | 2008-2009 | Autunno-Inverno    | 3.783.000      | 25,89%         |                |                |                |                |                |                |       |                |          |                |        |
| 11ª      | Telecinco       | 2009-2010 | Autunno-Inverno    |                |                | 3.460.000      |                |                |                |                |                |       |                |          |                |        |
| 12ª      | Telecinco       | 2010-2011 | Autunno-Inverno    |                |                | 2.628.000      | 18,46%         | 3.353.000      | 22,8%          | 3.231.000      | 22,2%          |       |                |          |                |        |
| 13ª      | Telecinco       | 2012      | Inverno- Primavera |                |                | 2.972.000      | 20,56%         | 3.528.000      | 24,5%          | 3.976.000      | 28,2%          |       |                |          |                |        |
| 14ª      | Telecinco       | 2013      | Inverno- Primavera |                | 2.572.000      | 18,44%         | 3.061.000      | 19,3%          | 3.051.000      | 20,7%          |                |       |                |          |                |        |
| 15ª      | Telecinco       | 2014      | Inverno- Primavera |                |                |                | 2.710.000      | 21,35%         | 2.438.000      | 22,4%          | 3.467.000      | 27,7% |                |          |                |        |
| 16ª      | Telecinco       | 2015      | Inverno- Primavera | 2.844.000      | 23,07%         | 3.407.000      | 24,8%          | 3.214.000      | 24,6%          |                |                |       |                |          |                |        |
| 17ª      | Telecinco       | 2016      | Inverno- Primavera |                | 2.192.000      | 19,63%         | 2.557.000      | 23,9%          | 2.344.000      | 19,3%          |                |       |                |          |                |        |
| 18ª      | Telecinco       | 2017      | Inverno- Primavera |                | 1.488.000      | 14,29%         | 1.809.000      | 16,2%          | 1.633.000      | 15%            |                |       |                |          |                |        |

## Gran Hermano VIP
Dal 2004, sempre su Telecinco, va in onda il Gran Hermano VIP, versione del programma dove i concorrenti sono personaggi famosi. Il programma è stato condotto negli anni da Jesus Vàzquez, Jordi Gonzàlez e Jorge Javier Vàzquez.

## Gran Hermano DUO
Nel 2019 va in onda la prima edizione del Gran Hermano DUO su Telecinco, versione del programma in cui i concorrenti famosi partecipano in coppie o trii all'interno della casa. Il programma torna in onda con la seconda edizione nel 2024, dopo 5 anni dal debutto. Nel 2025 lo spin-off viene esportato in Italia dalla stessa Mediaset, con il nome di The Couple.

## Programmi correlati

### Il dibattito
È uno spin-off del Gran Hermano che va in onda settimanalmente dal Gran Hermano 4
| Edizione | Conduzione           | Conduzione           | Stagione                     | Telespettatori | Share  |
| -------- | -------------------- | -------------------- | ---------------------------- | -------------- | ------ |
| 1ª       | Jesus Vázquez        | Jesus Vázquez        | Gran Hermano 4               |                |        |
| 2ª       | Jesus Vázquez        | Jesus Vázquez        | Gran Hermano 5               |                |        |
| 3ª       | Jordi González       | Jordi González       | Gran Hermano 6               |                |        |
| 4ª       | Jordi González       | Jordi González       | Gran Hermano 7               |                |        |
| 5ª       | Jordi González       | Jordi González       | Gran Hermano 8               |                |        |
| 6ª       | Jordi González       | Jordi González       | Gran Hermano 9               |                |        |
| 7ª       | Jorge Javier Vázquez | Jorge Javier Vázquez | Gran Hermano 10              |                |        |
| 8ª       | Jordi González       | Jordi González       | Gran Hermano 11              |                |        |
| 9ª       | Jordi González       | Lorena Castel        | Gran Hermano 12              |                |        |
| 10ª      | Jordi González       | Jordi González       | Gran Hermano 12+1            | 1.306.000      | 18,45% |
| 11ª      | Franco Bianco        | Franco Bianco        | Gran Hermano 14              | 1.292.000      | 18,94% |
| 12ª      | Jordi González       | Jordi González       | Gran Hermano 15              | 2.209.000      | 15,68% |
| 13ª      | Jordi González       | Jordi González       | Gran Hermano 16              | 2.253.000      | 16,89% |
| 14ª      | Jordi González       | Jordi González       | Gran Hermano 17              | 1.733.000      | 14,20% |
| 15ª      | Jordi González       | Jordi González       | Rivoluzione del Gran Hermano | 774.000        | 12,03% |
| 16ª      | Ion Aramendi         | Ion Aramendi         | Gran Hermano 19              |                |        |

### Ora
È uno spin-off del Gran Hermano che va in onda settimanalmente nel Gran Hermano 13; È tornato in onda dal Gran Hermano 16 con entrambe le edizioni che hanno titolo Ultima Ora. Dal Gran Hermano 17 il programma assume il titolo Limite 48 ore, mentre nella Rivoluzione del Gran Hermano ritorna il titolo Ultima Ora
| Edizione | Titolo        | Conduzione     | Stagione                     | Telespettatori | Share  |
| -------- | ------------- | -------------- | ---------------------------- | -------------- | ------ |
| 1ª       | Ultima Ora    | Jordi González | Gran Hermano 13              | 2.535.000      | 12,12% |
| 2ª       | Ultima Ora    | Jordi González | Gran Hermano 16              | 2.038.000      | 16,38% |
| 3ª       | Limite 48 ore | Jordi González | Gran Hermano 17              | 1.626.000      | 14,66% |
| 4ª       | Ultima Ora    | Jordi González | Rivoluzione del Gran Hermano | 981.000        | 5,81%  |